# 경안여자고등학교
경안여자고등학교(慶安女子高等學校)는 대한민국 경상북도 안동시 송현동에 있는 사립 고등학교이다.

## 학교 연혁
- 1964년 12월 5일 : 경안여자상업고등학교 설립인가(전3학급)
- 1965년 3월 9일 : 개교 및 입학식
- 1966년 11월 11일 : 학교법인 경안학원이 협성학원으로부터 인수 (1950. 2. 20. 경안학원 설립 인가)
- 1992년 3월 19일 : 신축교사로 이전(안동시 송현동)
- 1993년 3월 10일 : 송현동 교사 준공(대지 31327m2 건축면적 1466m2)
- 1999년 1월 22일 : 급식 시설(면적 248m2)
- 1999년 3월 2일 : 경안여자정보고등학교로 교명 변경
- 1999년 10월 15일 : 별관 준공(면적 200m2)
- 2007년 1월 29일 : 급식소 준공(면적 427.25m2)
- 2008년 9월 1일 : 학칙변경 인가(일반계 3학급, 전문계 15학급, 특수 1학급)
- 2010년 3월 2일 : 학칙변경 인가(경안여자고등학교로 교명변경, 특수학급 2학급)
- 2018년 9월 27일 : 선진형교과교실제 도입 학교 선정
- 2020년 1월 2일 : 선진형교과교실제를 위한 리모델링 공사
- 2020년 4월 8일 : 제32대 이사장 이성수 취임
- 2023년 1월 6일 : 제56회 졸업식(115명, 졸업생총수 17,969명)
- 2023년 1월 30일 : 다목적강당 예담관 준공(건축면적 1,925m2)
- 2023년 3월 1일 : 제18대 교장 이향숙 부임

## 참고 자료
- 경안여자고등학교 - 한국교육학술정보원 학교알리미